# Süddeutsche Zeitung
Süddeutsche Zeitung er en tysk avis med et dagligt oplag på ca. 440.000 og 1,1 million læsere på landsplan. Den er trods navnet populær i det meste af Tyskland.
Den betragtes som Tysklands største kvalitetsavis og har nogle af landets bedste journalister ansat. [kilde mangler] Den udkom første gang den 6. oktober 1945 og udgives fra München. Süddeutsche Zeitung og Frankfurter Allgemeine Zeitung er de eneste aviser i Tyskland, der har deres eget netværk af korrespondenter ude i verden.
Avisens grundholdning er liberal.
Avisen har lækket en masse dokumenter om skattely. Det var bl.a. dem, der lækkede Panama Papers, og nu også Paradise Papers.